# El senyor de la casa
El senyor de la casa (en danès Du skal ære din hustru, literalment "Honraràs la teva esposa") és una pel·lícula muda en blanc i negre dramàtica danesa del 1925 dirigida i escrita pel cineasta aclamat Carl Theodor Dreyer. La pel·lícula va marcar el debut de Karin Nellemose, i és considerada per molts com un clàssic del cinema danès. Va ser subtitulada en català quan fou emesa per TV3 el 17 de març de 2006.

## Trama
Viktor Frandsen, amargat per perdre el seu negoci, és un tirà a casa, critica constantment la seva dona pacient i treballadora Ida i els seus tres fills. No valora l'esforç que es necessita per mantenir una llar. Mentre la seva dona està resignada i maltractada, la seva vella mainadera, sobrenomenada per tots "Mads", la defensa obertament. Quan la mare de l'Ida, la Sra. Kryger, fa una visita al país, és molt groller amb ella. Finalment, emet un ultimàtum: o bé la Sra Kryger i la obertament hostil Mads (que ajuda regularment a la família) han desaparegut quan ell torni, o el matrimoni ha acabat.
Mads orquestra un pla que l'obligarà a repensar les seves nocions de ser el cap de família. Amb l'ajuda de la Sra. Kryger, persuadeix una Ida molt reticent perquè se'n vagi una estona i descansi, mentre s'ocupa del Viktor i dels nens. Aleshores, institueix un nou règim, ordenant a Viktor que es faci càrrec de moltes de les funcions d'Ida; Viktor obeeix, atemorit pels seus records de l'estricta disciplina que li va imposar quan era un nen al seu càrrec. Mentrestant, l'Ida, que ja no es distreuen amb els seus deures, sent tota la misèria de la seva situació i té una crisi.
Amb el pas del temps, en Viktor aprecia plenament la seva dona i, com l'estima molt, desitja que torni. Quan l'Ida, totalment recuperada, finalment torna, en Viktor i els nens estan extasiats. Aleshores, la mare de l'Ida li ensenya un anunci al diari que ofereix a la venda una botiga d'optometrista i li dona un xec per comprar-lo.

## Repartiment
- Johannes Meyer - Viktor Frandsen
- Astrid Holm - Ida Frandsen
- Karin Nellemose - Karen Frandsen, la filla gran
- Mathilde Nielsen - "Mads"
- Clara Schønfeld - Alvilda Kryger
- Johannes Nielsen - Doctor
- Petrine Sonne - Bugadera
- Aage Hoffman - Dreng, fill
- Byril Harvig - Barnet, fill
- Viggo Lindstrøm
- Aage Schmidt
- Vilhelm Petersen

## Producció
La pel·lícula es desenvolupa gairebé exclusivament en la família Frandsens, per a qui el mateix Dreyer havia fet l'escenografia. L'apartament es va crear de manera que es pogués treure cada paret, cosa que permetia filmar des de tots els angles. La fotografia es fa sovint des d'un punt de vista de la persona i juntament amb el fet que el tall per a aquest temps és força ràpid, ajuda a remarcar com el marit no entén com li serveix la dona.

## Recepció
La pel·lícula va tenir força èxit i ha estat avaluada com una "sàtira social de recanvi, compassiva i astuta".

## Mitjans domèstics
Amb el títol Master of the House fou editada per Criterion Collection en Blu-ray i DVD.